# Nas
Nas, nome artístico de Nasir bin Olu Dara Jones, (Nova York, 14 de setembro de 1973), é um rapper e ator americano. Filho do músico de jazz Olu Dara, ele nasceu e foi criado nos conjuntos habitacionais de Queensbridge, em Queens,  Nova York. Seu álbum de estreia, Illmatic, lançado em 1994 pela Columbia Records, foi criticamente aclamado e elogiado como um clássico no gênero. Nas fez parte do supergrupo de hip hop The Firm, que lançou somente um álbum.
Desde 2001 até 2005, Nas esteve envolvido em uma rixa bem divulgada com o rapper Jay-Z; ambos os rappers se atacavam em suas canções. Os dois oficialmente acabaram com sua rivalidade através de duetos patrocinados por estações de rádio de hip hop da área de Nova York. Em 2006, ele assinou com a Def Jam Recordings, lançando seus álbuns Hip Hop Is Dead em 2006 e 
um álbum sem título em 2008.
Nas é considerado um dos pilares do hip-hop da Costa Leste  e um dos melhores rappers da história.

## História

### Biografia e carreira
Filho do músico de jazz Olu Dara, Nasir bin Olu Dara Jones, ou apenas Nas, ficou conhecido pelo álbum Illmatic, de 1994, eleito pelo site about.com como o melhor álbum de rap de todos os tempos. Este estabeleceu ao rapper um hip hop no estilo poético, elevado no notório Queensbridge em Nova York. Lançou pela Columbia Records o seu primeiro álbum, Illmatic. Segue-se e é lançado It Was Written em 1996, o rapper procurou uma direção mais popular que resultou em um sucesso mais largo, mas com a credibilidade artística diminuída entre os críticos e os puristas de hip hop. Além disso, o sucesso comercial aumentado de Nas foi acompanhado por mudanças estilísticas que nutriram acusações de ceder ante desejos incorporados e chegar a um acordo no estilo que tinha cativado seus fãs. Em 1999, o rapper lança dois álbuns: I Am... e Nastradamus.
Em 2001, surge com Stillmatic; dele se extraíram vários singles, entre os quais se encontra o tema "Ether", um diss para Jay-Z, em jeito de resposta ao diss anteriormente endereçado por Jay-Z a Nas na canção "Takeover". O álbum Stillmatic é creditado frequentemente por restabelecer a credibilidade de Nas entre os fãs. Com o sucesso de Stillmatic, o rapper continuou mantendo um perfil conceituado dentro da comunidade hip hop e procurou decididamente seu pessoal estético. No ano de 2002, é lançado God's Son, do qual se podem destacar "Made You Look" e "I Can". Em 2005, lança Street's Disciple, do qual foram extraídos dois singles de sucesso, "Bridging the Gap", que conta com a colaboração do pai de Nas, Olu Dara, e "Just a Moment", que conta com a participação de Quan. Em 2006, lança mais um álbum, intitulado Hip Hop Is Dead.

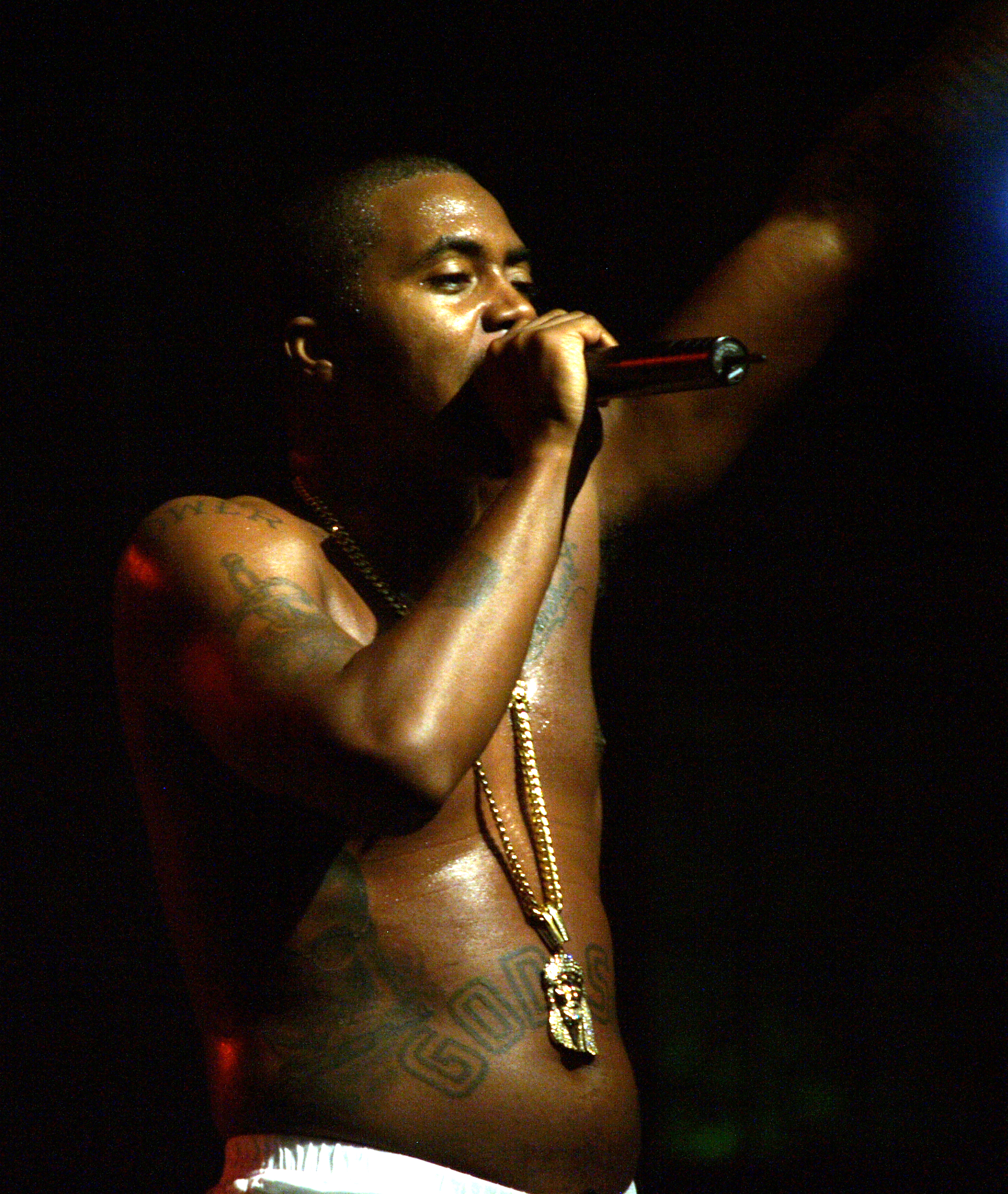
Nas cantando em Ottawa

No ano de 2008, Nas lança o polêmico álbum que primeiramente recebeu o nome de Nigger, termo pejorativo usado nos Estados Unidos para se referir aos negros, mas um pouco antes de seu lançamento oficial, o álbum acabou sem título, Untitled. O tema deste possui uma grande carga sobre o racismo. Em 2010, foi lançado mais um álbum, chamado Distant Relatives, em  parceria do cantor de reggae Damian Marley.

## Conflito com Jay-Z
O conflito entre Nas e Jay -Z começou após críticas subliminares feitas em várias canções, freestyles, mixtapes. O conflito só ficou famoso no ano de 2001. Jay-Z lançou uma música chamada "Takeover", onde criticou Nas e o chamou de falso. Nas respondeu com uma música chamada "Ether", no qual ele comparou Jay-Z a personagens como JJ Evans, do seriado Good Times, e à mascote de uma empresa de cigarros, Joe Camel.
Em resposta a "Ether", Jay lançou uma música chamada "Supa Ugly", que a estação de rádio Hot 97 estreou em 11 de dezembro de 2001. Perguntaram aos fãs quem se deu bem no conflito verbal; Nas ganhou com 58% dos votos, obtendo Jay-Z 42% dos votos. Em 2002, no meio da briga dos rappers de Nova York, o rapper Eminem citou Nas e Jay-Z em sua música, dizendo que eles são dos melhores rappers da indústria musical.
As brigas só acabaram quando Mark Pitts ajudou os cantores a pararem. Quando entrevistado, Pitts disse que ajudou o cantor Nas a ficar mais calmo e que Jay-Z não queria brigar novamente.

## Vida Pessoal
Nas é um porta-voz e mentor da P'Tones Records, uma organização sem fins lucrativos, após programa de música da escola com a missão de "criar oportunidades construtivas para a juventude urbana por meio de programas de música."
Nas já casou com a cantora Kelis em Atlanta em 2005, depois de um relacionamento de dois anos. Em 2009, Kelis pediu divórcio. No mesmo ano, o filho fruto da relação entre os dois nasceu. Nas já tinha uma filha,  que nasceu em 1994, fruto de um anterior relacionamento.

## Discografia

### Álbuns
- 1994 - Illmatic
- 1996 - It Was Written
- 1999 - I Am...
- 1999 - Nastradamus
- 2001 - Stillmatic
- 2002 - God's Son
- 2004 - Street's Disciple
- 2006 - Hip Hop Is Dead
- 2008 - Untitled
- 2010 - Distant Relatives (com Damian Marley)
- 2012 - Life Is Good
- 2018 - Nasir
- 2020 - King's Disease
- 2021 - King's Disease II
- 2021 - Magic
- 2022 - King's Disease III
- 2023 - Magic 2
- 2023 - Magic 3

### Compilações
- 2002 - From Illmatic to Stillmatic: The Remixes
- 2002 - The Lost Tapes
- 2007 - Greatest Hits
- 2019 - The Lost Tapes 2

### Colaborações
- 1997 - The Firm: The Album
- 2000 - Nas and Ill Will Records Present QB's Finest

### Singles
| Ano  | Canção                                                    | Posições nas paradas | Posições nas paradas | Posições nas paradas | Posições nas paradas | Álbum                                 |
| Ano  | Canção                                                    | US                   | US R&B               | US Rap               | UK                   | Álbum                                 |
| ---- | --------------------------------------------------------- | -------------------- | -------------------- | -------------------- | -------------------- | ------------------------------------- |
| 1992 | "Halftime"                                                | —                    | 126                  | 8                    | —                    | trilha sonora de Zebrahead e Illmatic |
| 1994 | "It Ain't Hard to Tell"                                   | 91                   | 57                   | 13                   | —                    | Illmatic                              |
| 1994 | "The World Is Yours"                                      | 114                  | 67                   | 27                   | 6                    | Illmatic                              |
| 1994 | "Life's a Bitch" (feat. AZ & Olu Dara)                    | —                    | —                    | —                    | —                    | Illmatic                              |
| 1994 | "One Love" (feat. Q-Tip)                                  | —                    | 106                  | 24                   | —                    | Illmatic                              |
| 1996 | "If I Ruled the World (Imagine That)" (feat. Lauryn Hill) | 53                   | 17                   | 15                   | 12                   | It Was Written                        |
| 1996 | "Street Dreams"                                           | 22                   | 18                   | 1                    | 12                   | It Was Written                        |
| 1996 | "The Message"                                             | —                    | —                    | —                    | —                    | It Was Written                        |
| 1999 | "Nas Is Like"A                                            | 86                   | 30                   | 3                    | —                    | I Am…                                 |
| 1999 | "Hate Me Now" (feat. Puff Daddy)                          | 62                   | 18                   | 8                    | 14                   | I Am…                                 |
| 1999 | "Nastradamus"                                             | 92                   | 27                   | 4                    | 24                   | Nastradamus                           |
| 2000 | "You Owe Me" (feat. Ginuwine)                             | 59                   | 13                   | —                    | —                    | Nastradamus                           |
| 2001 | "Got Ur Self A..."                                        | 87                   | 37                   | 2                    | 30                   | Stillmatic                            |
| 2002 | "One Mic"                                                 | 43                   | 14                   | 7                    | —                    | Stillmatic                            |
| 2003 | "Made You Look"                                           | 32                   | 12                   | 9                    | 27                   | God's Son                             |
| 2003 | "I Can"                                                   | 12                   | 7                    | 6                    | 19                   | God's Son                             |
| 2003 | "Get Down"                                                | —                    | 76                   | —                    | —                    | God's Son                             |
| 2004 | "Thief's Theme"                                           | —                    | 60                   | —                    | —                    | Street's Disciple                     |
| 2004 | "Bridging the Gap" (feat. Olu Dara)                       | 94                   | 49                   | —                    | 18                   | Street's Disciple                     |
| 2005 | "Just a Moment" (feat. Quan)                              | 117                  | 52                   | 24                   | —                    | Street's Disciple                     |
| 2006 | "Hip Hop Is Dead" (feat. will.i.am)                       | 41                   | 48                   | 25                   | 36                   | Hip Hop Is Dead                       |
| 2007 | "Can't Forget about You" (feat. Chrisette Michele)        | —                    | 46                   | —                    | —                    | Hip Hop Is Dead                       |
| 2008 | "Hero" (feat. Keri Hilson)                                | 97                   | 82                   | —                    | 70                   | Untitled                              |
| 2008 | "Make the World Go Round" (feat. Game & Chris Brown)      | —                    | 122                  | —                    | —                    | Untitled                              |
| 2011 | "Nasty"                                                   | —                    | —                    | —                    | —                    | Life is Good                          |
| 2012 | "The Don"                                                 | —                    | —                    | —                    | 158                  | Life is Good                          |
| 2012 | "Daughters"                                               | —                    | 78                   | —                    | —                    | Life is Good                          |
| 2012 | "Cherry Wine" (feat. Amy Winehouse)                       | —                    | —                    | —                    | 144                  | Life is Good                          |
| 2018 | "Cops Shot the Kid" (feat. Kanye West)                    | 96                   | —                    | 49                   | 97                   | Nasir                                 |
| 2020 | "Rodeo" (com Lil Nas X)                                   | 74                   | 12                   | 10                   | —                    | Single sem Álbum                      |
| 2020 | "Ultra Black"                                             | —                    | —                    | —                    | —                    | King's Disease                        |

## Participações
- 1994 - "Gimme Yours", "Mo Money, Mo Murder Homicide" (de AZ álbum Doe or Die)
- 1995 - "Verbal Intercourse" (de Raekwon álbum Only Built 4 Cuban Linx...)
- 1995 - "Eye For A Eye (Your Beef Is Mines)" (do Mobb Deep álbum The Infamous)
- 1995 - "Fast Life" (de Kool G Rap álbum 4,5,6)
- 1996 - "Give it Up Fast" (de Mobb Deep álbum Hell on Earth)
- 1998 - "How Ya Livin'" (de AZ álbum Pieces of a Man)
- 1998 - "Soundtrack to the Streets" (de Kid Capri álbum Soundtrack to the Streets)
- 1999 - "I Really Want To Show You" (de The Notorious B.I.G. álbum Born Again)
- 1999 - "Me & NaS Bring It To You The Hardest" (de Slick Rick álbum The Art of Storytelling)
- 1999 - "Want It", "Esco Intro", "Thugs Calm Down" (de E-Moneybags álbum In E-Moneybags We Trust)
- 2000 - "B EZ" (de Capone-N-Noreaga álbum The Reunion)
- 2000 - "The Ultimate High (de Nature álbum For All Seasons)
- 2000 - "Let My Niggas Live" (de Wu-Tang Clan álbum The W)
- 2000 - "Just Tryin' Ta Live" (de Devin the Dude álbum Just Tryin' Ta Live)
- 2001 - "Show Discipline" (de Jadakiss álbum Kiss tha Game Goodbye)
- 2002 - "Holla Back" (de Kool G Rap álbum The Giancana Story)
- 2002 - "The Essence" (de AZ álbum Aziatic)
- 2002 - "Stay Chisel" (de Large Professor álbum 1st Class)
- 2003 - "Quick to Back Down" (de Bravehearts álbum Bravehearted)
- 2003 - "Play Me" (de Korn álbum Take a Look in the Mirror)
- 2005 - "Can't Fade Me" (de Cassidy álbum I'm a Hustla)
- 2005 - "Tick Tock" (de The Alchemist álbum 1st Infantry)
- 2006 - "Don't Get Carried Away" (de Busta Rhymes álbum The Big Bang)
- 2006 - "Music For Life" (de Hi-Tek álbum Hi-Teknology 2: The Chip)
- 2006 - "Choir Song", "Money Machine", "Level 7" (de Nashawn álbum Napalm)
- 2007 - "I Want You (Remix)" (de Lloyd álbum Street Love)
- 2007 - "The Deafest Ones" (de Kenna álbum, Make Sure They See My Face)
- 2015 - "Veni Vidi Vici" (de Madonna álbum Rebel Heart)
- 2015 - "We Are (de Justin Bieber álbum Purpose)
- 2017 - ''It's Secured" (de DJ Khaled feat.  Travis Scott)

## Outras realizações
- 1994 - One on One (Imagine it)
- 1996 - Understanding" (feat. AZ & Biz Markie)
- 1997 - Nas to Escobar (Single)
- 2003 - God's Stepson (álbum de 9th Wonder)
- 2004 - The Prophecy (álbum mixtape de Statik Selektah)
- 2005 - Warrior Song (remix) (Single dDave Jonsen]] a.k.a. Harvey Dent)
- 2005 - "I Can" (remix) (Single de Dave Jonsen)
- 2006 - The Prophecy Vol. 2 - The Beginning of The N (álbum mixtape de Statik Selektah)